# Teatr Ludowy w Krakowie
Teatr Ludowy – krakowski teatr, znajdujący się w dzielnicy XVIII na osiedlu Teatralnym 34, w Nowej Hucie.

## Historia
Działa od 3 grudnia 1955
Budynek teatru zaprojektowali Janusz Ingarden i Marta Ingarden oraz Jan Dąbrowski. Teatr miał być w założeniach sceną kameralną nowohuckiego teatru, który według planów miał powstać po południowej stronie Placu Centralnego, i w czasie budowy występował pod nazwą Teatr Kameralny.
Rozpoczął działalność premierą sztuki Krakowiacy i Górale Wojciecha Bogusławskiego. Teatr prowadzony był przez Krystynę Skuszankę (dyrektor) i Jerzego Krasowskiego (reżyser) oraz Józefa Szajnę (scenograf).
Działalność Teatru Ludowego poprzedził w Nowej Hucie amatorski, robotniczy teatr Nurt, którym kierował literat Jan Kurczab. Scena ta powstała jako zespół amatorski w 1952. W maju 1953 "Nurt" otrzymał status teatru zawodowego. Działał do lutego 1954.
Teatr szybko zdobył dużą popularność mieszkańców Krakowa: poziom zapełnienia widowni na spektaklach wynosił już w 1956 81%.
Teatr Ludowy wystawia również sztuki na Scenie Pod Ratuszem w budynku Wieży ratuszowej na Rynku Głównym 1.
Powstała w 2004 Scena Stolarnia to najmłodsza scena Teatru Ludowego. Mieści się na parterze w budynku zaplecza na os. Teatralnym 23. Swoją nazwę zawdzięcza wcześniej ulokowanej w tym miejscu teatralnej pracowni stolarskiej.
Budynek teatru znajduje się w gminnej ewidencji zabytków.

## Dyrektorzy teatru
- 1955–1963 – Krystyna Skuszanka
- 1963–1966 – Józef Szajna
- 1966–1971 – Irena Babel
- 1971–1974 – Waldemar Krygier
- 1974–1979 – Ryszard Filipski
- 1979–1989 – Henryk Giżycki
- 1989–2005 – Jerzy Fedorowicz

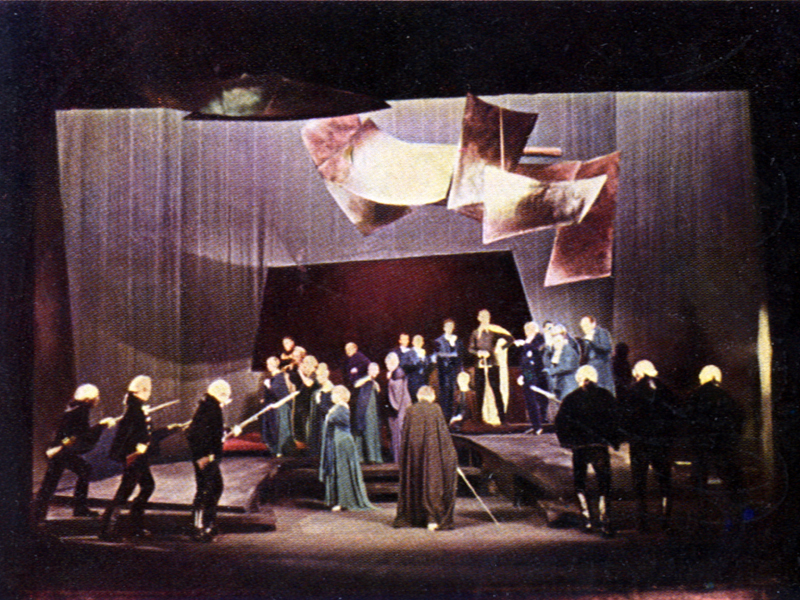
"Dziady" A. Mickiewicza w Teatrze Ludowym w Nowej Hucie 1962

- 2005–2012 – Jacek Strama (dyrektor w zastępstwie)
- 2012–2016 Jacek Strama
- od marca 2016 Małgorzata Bogajewska[5]

## Aktorzy

### Współcześni
- Marta Bizoń (od 1994 r.)
- Patrycja Durska (od 2002 r.)
- Piotr Franasowicz (od 2008 r.)
- Andrzej Franczyk (od 1985 r.)
- Krzysztof Górecki (od 1976 r.)
- Małgorzata Kochan (od 1988 r.)
- Weronika Kowalska (od 2016 r.)
- Małgorzata Krzysica (od 1993 r.)
- Paweł Kumięga (od 2007 r.)
- Wojciech Lato (od 2017 r.)
- Roksana Lewak (od 2018 r.)
- Tadeusz Piotr Łomnicki (od 1995 r.)

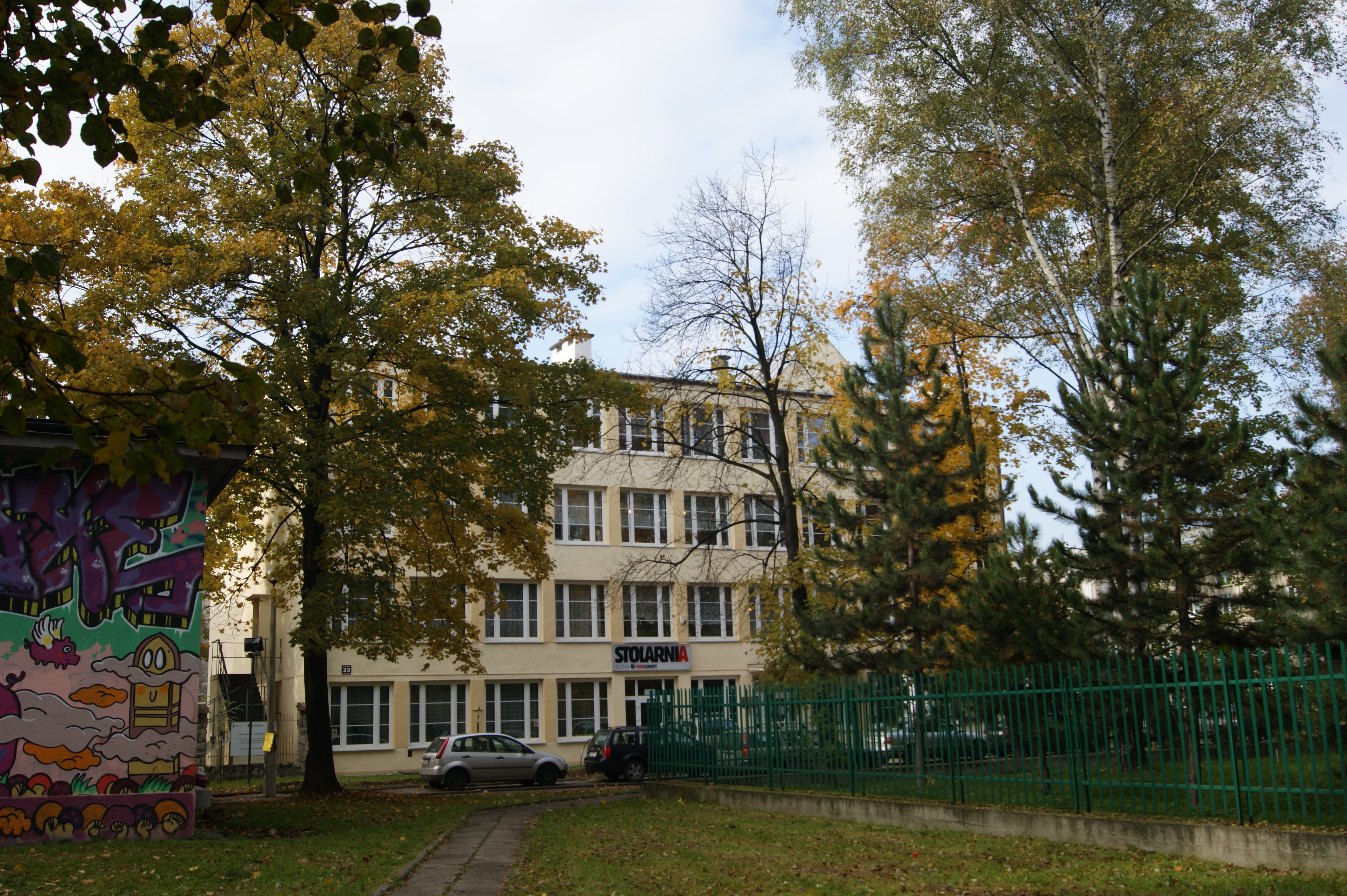
Siedziba Sceny Stolarnia
os. Teatralne 23

- Maciej Namysło (od 2016 r.)
- Jan Nosal (od 2001 r.)
- Maja Pankiewicz (od 2016 r.)
- Piotr Piecha (od 1987 r.)
- Jagoda Pietruszkówna (od 2000 r.)
- Anna Pijanowska (od 2017 r.)
- Piotr Pilitowski (od 1988 r.)
- Karol Polak (od 2015 r.)
- Robert Ratuszny (od 2020 r.)
- Beata Schimscheiner (od 1990 r.)
- Iwona Sitkowska (od 2006 r.)
- Ryszard Starosta (od 2012 r.)
- Karolina Stefańska (od 2009 r.)
- Barbara Szałapak (od 1983 r.)
- Katarzyna Tlałka (od 1995 r.)
- Jacek Wojciechowski (od 1992 r.)
- Kajetan Wolniewicz (od 2005 r.)

### Byli
Na deskach Teatru Ludowego występowali m.in.:

- Tamara Arciuch (1998−1999)
- Grażyna Barszczewska (1970–1972)
- Aleksander Bednarz (1969–1982)
- Piotr Beluch (1996–2007)
- Halina Chrobak (1976–1977)
- Bogusława Czupryn-Świątek (1955–1984)
- Karolina Dafne Porcari (2003–2004)
- Józef Fryźlewicz (1966–1968)
- Krzysztof Gadacz (1990–2002)
- Roman Gancarczyk (1989–1993)
- Marianna Gdowska-Timoszewicz (1955–1964)
- Paweł Gędłek (1993–1996)
- Dariusz Gnatowski (1987–1988, 1997–2001)
- Julian Jabczyński (1964–1966)
- Irena Jun (1962–1970)
- Marcin Kalisz (2005–2008)
- Ireneusz Kaskiewicz (1986–1990)
- Zdzisław Klucznik (1958–2001)
- Ryszard Kotys (1955–1964)
- Andrzej Kozak (1966–1967, 1974–1982)
- Zygmunt Malanowicz (1966–1971)
- Stanisław Michalik (1959–1963)
- Janusz Nowicki (1967–1969, 1974–1976, 1979–1983)
- Gabriela Oberbek (2014–2017)
- Jacek Paruszyński (1984–1987)
- Franciszek Pieczka (1955–1964)
- Witold Pyrkosz (1955–1964)
- Wojciech Rajewski (1956–1958)
- Halina Rasiakówna (1974–1975)
- Edward Rączkowski (1955–1972)
- Jerzy Schejbal (1968–1970)
- Tomasz Schimscheiner (1990–2011, 2014–2015)
- Marcin Stec (2004–2017)
- Jacek Strama (1974–1976, 1979–1982, 2002–2017)
- Wanda Swaryczewska (1955–1961, 1963–1990)
- Feliks Szajnert (1974)
- Jarosław Szwec (1987–1990, 1994–2019)
- Kazimierz Witkiewicz (1976–1982)